# Carlos Antonio Berrospi Figueroa
Carlos Antonio Berrospi Figueroa (Huánuco, 31 de agosto de 1974) es un abogado peruano, con estudios de maestría y doctorado.

## Biografía
Así como es artista con 30 años con experiencia en el teatro, la música y la pintura, quien estudió la primaria y secundaria en Huánuco en el Colegio Nacional Leoncio Prado, Derecho y Ciencias Políticas en la Universidad Nacional Hermilio Valdizán, maestría y doctorado en la Universidad Nacional Hermilio Valdizan. Asimismo tomó cursos de diplomado en diversas áreas como Derecho Penitenciario, Derecho de Familia, Derecho Procesal Penal, en Huánuco. Durante su trayectoria de profesional, publicó varios artículos relacionados al derecho y la ética como Las técnicas de reproducción humana asistida y la falta de regulación en la legislación peruana (dios, padre de la genética), el procedimiento no contencioso de la separación convencional y divorcio ulterior en las municipalidades y notarias, igualdad ante la ley vs. Gratuidad de la educación (discriminación o continuidad de condición de pagador), las leyes innecesarias (para muestra un botón), ¡hoy somos dos, mañana seremos tres!, en Huánuco, en el arte del teatro, viene desempeñando actualmente el papel "Belibet" en la escenificación de la Vía Crucis de Churubamba, cada año en Semana Santa, en la música, es integrante de la Orquesta y Coro "Jesús Nazareno", ejecutando la guitarra y la mandolina, en la pintura presentó su arte en la Exposición Juvenil Leonciopradina. 
En 1999 inició su desempeño de su profesión ante la administración pública en Pasco, donde se desempeñó como Técnico en Abogacía II, cumpliendo funciones de Asesor Legal e Inspector de Trabajo, y posteriormente se desempeñó como abogado libre, cumpliendo funciones como asesor legal en empresa privadas como Empresa de Servicios Múltiples BBRR SRL y la Empresa de Servicios Múltiples VICTER EIRL. Paralelamente realizó funciones durante 10 años en la Organización de Procesos Electorales ONPE, desempeñándose como Coordinador Local y de Mesa. En el año 2009 regresa a la función pública desempeñándose como Asesor Legal en la Autoridad Nacional del Agua ANA. 
Berrospi en el 2010 inicia su carrera en el Poder Judicial del Perú ganando un concurso para desempeñarse como Secretario del Registro Distrital de Deudores Alimentarios, posteriormente asume el cargo de Secretario de Juzgado, pasando desde ese momento por cargos como Secretario de Sala. En la actualidad luego de un proceso de selección en un concurso público logra ingresar al Ministerio Público del Perú desempeñándose como Asistente en Función Fiscal en el Distrito Judicial de Huánuco, en la sede de la provincia de Leoncio Prado - Aucayacu. 
Desde su época de estudiante universitario, le fascinaba la escritura de textos, siendo anecdótico que no utilizaba libros de consulta para poder desarrollar sus trabajos universitarios, todos eran elaborados por medio del conocimiento previo que tenía y de su propia biblioteca personal, vale decir de su propio interpretación del tema, siendo importante establecer que si bien el derecho para él era una carrera en la que se desempeñaría desde el momento que saldría de las aulas universitarias, siempre fue una aspiración el expresar sus conocimiento dentro de los alcances que pudiera tener en una aula universitaria.
Es por ese motivo que ha tenido varios reconocimientos a nivel nacional Perú Como en el concurso “Construyendo las bases para una respuesta frente al VIH/SIDA desde mi centro de trabajo” organizado por el Ministerio de Trabajo y Promoción del Empleo, también el reconocimiento por haber elaborado el texto didáctico en Idioma Quechua, otorgado por el Centro de Educación Técnico Productiva "Kotosh", por Felicitación por Asesoramiento de Cuento, otorgado por la Dirección Regional de Cultura – Huánuco y la Dirección Regional de Educación de Junín. 
Posteriormente, por su labor de Asistente en Función Fiscal, mediante Resolución de la Fiscalía de la Nación de fecha 4 de abril de 2016, fue nombrado como Fiscal Adjunto Provincial, juramentando el 8 de abril de 2016, e iniciando funciones ese día y realizando su primera labor en las Elecciones Regionales y Municipales 2016, en el distrito de Santa Rosa de Alto Yanajanca, así como se desempeñó desde ese día como fiscal en la Primera Fiscalía Provincial Penal Corporativa de Aucayacu, hasta el 20 de febrero de 2019, donde fue designado como fiscal adjunto provincial en la Fiscalía Provincial Penal de Amarilis con conocimiento de delitos de agresiones en contra de las mujeres o integrantes del grupo familiar, fiscalía que se encuentra en etapa de implementación para ser considerada como especializada.
Actualmente se encuentra cumpliendo funciones en la ciudad de Tingo María, donde se desempeñó su labor fiscal adjunto provincial en la Segunda Fiscalía Provincial Penal Corporativa de Leoncio Prado.

## Obra
- Las técnicas de reproducción humana asistida y la falta de regulación en la legislación peruana (dios, padre de la genética).
- el procedimiento no contencioso de la separación convencional y divorcio ulterior en las municipalidades y notarias.
- ante la ley vs. Gratuidad de la educación (discriminación o continuidad de condición de pagador).
- las leyes innecesarias (para muestra un botón).
- ¡hoy somos dos, mañana seremos tres!.